# Clarence Pinkston
Clarence Pinkston, né le 2 février 1900 à Wichita et mort le 18 novembre 1961 à Detroit, est un plongeur américain.
Il est l'époux de la plongeuse Elizabeth Becker-Pinkston.

## Palmarès

### Jeux olympiques
- Anvers 1920
  -  Médaille d'or en plateforme 10 mètres
- Anvers 1920
  -  Médaille d'argent en tremplin 3 mètres
- Paris 1924
  -  Médaille de bronze en plateforme 10 mètres
- Paris 1924
  -  Médaille de bronze en tremplin 3 mètres[1].